# アドワイチャ
アドワイチャ（Addwaitya、1750年頃 - 2006年3月23日）は、インドコルカタの動物園で飼育されていた雄のアルダブラゾウガメ。確実な証拠はないが世界最高齢の動物であったとされる。名前はサンスクリット語で「唯一無二（の）」という意味。体長約1.6m、体重250kg。
アドワイチャは18世紀頃セイシェル諸島で捕獲され、イギリス東インド会社のイギリス人将校、ロバート・クライヴのペットとして過ごした後、1875年にコルカタのアリープル動物園（Alipore Zoological Gardens）に連れてこられて約130年過ごしたという記録が残っている。アドワイチャは2006年に肝不全により死亡したが、動物園に残っている記録から150年以上生きたことは確実である。それ以前の記録を継ぎ合わせると250年以上生きた可能性があると考えられている。現在、アドワイチャの甲羅を使って炭素年代測定で年齢を割り出そうという試みがある。